# هنري ولز تريسي
هنري ولز تريسي (بالإنجليزية: Henry Wells Tracy)‏ هو سياسي أمريكي، ولد في 24 سبتمبر 1807، وتوفي في 11 أبريل 1886. حزبياً، نشط في الحزب الجمهوري. وقد انتخب عضو مجلس نواب بنسيلفانيا وانتخب عضو مجلس النواب الأمريكي.